# Dabri
Dabri fou un estat tributari protegit, del tipus thakurat garantit, a l'agència de Malwa a l'Índia central.
Rebia un subsidi de 18 lliures l'any dels Sindhia de Gwalior per Haveli Ujain i Pan Bahar. Els seus ingressos eren el 1901 de 180 rúpies. El sobirà tenia el títol de thakur i era un rajput chauhan.